# Dingle Sinus
Il Dingle Sinus è una struttura geologica della superficie di Titano.